# Steinbourg
Steinbourg är en kommun i departementet Bas-Rhin i regionen Grand Est (tidigare regionen Alsace) i nordöstra Frankrike. Kommunen ligger i kantonen Saverne som tillhör arrondissementet Saverne. År 2022 hade Steinbourg 1 928 invånare.

## Befolkningsutveckling
Antalet invånare i kommunen Steinbourg
| Referens: INSEE |